# Владимировка (Аршалынский район)
Владимировка — село в Аршалынском районе Акмолинской области Казахстана. Входит в состав Сарыобинского сельского округа. 

## География
Село располагалось в северо-восточной части района, на расстоянии примерно 42 километров (по прямой) к северу от административного центра района — посёлка Аршалы, в 12 километрах к востоку от административного центра сельского округа — села Сарыоба.
Абсолютная высота — 440 метров над уровнем моря.
Ближайшие населённые пункты: село Сарыоба — на западе, село Николаевка — на юго-востоке, аул Аксуат — на востоке.

## История
Исключено из учетных данных в 2009 году, в связи с выездом населения.

## Население
В 1989 году население села составляло 104 человек (из них русские — 57%).

В 1999 году население села составляло 54 человека (28 мужчин и 26 женщин). По данным 2009 года, в селе не было постоянного населения.
| Численность населения | Численность населения | Численность населения |
| 1989                  | 1999                  | 2009                  |
| --------------------- | --------------------- | --------------------- |
| 104                   | ↘54                   | ↘0                    |